# Oksana Petrussenko

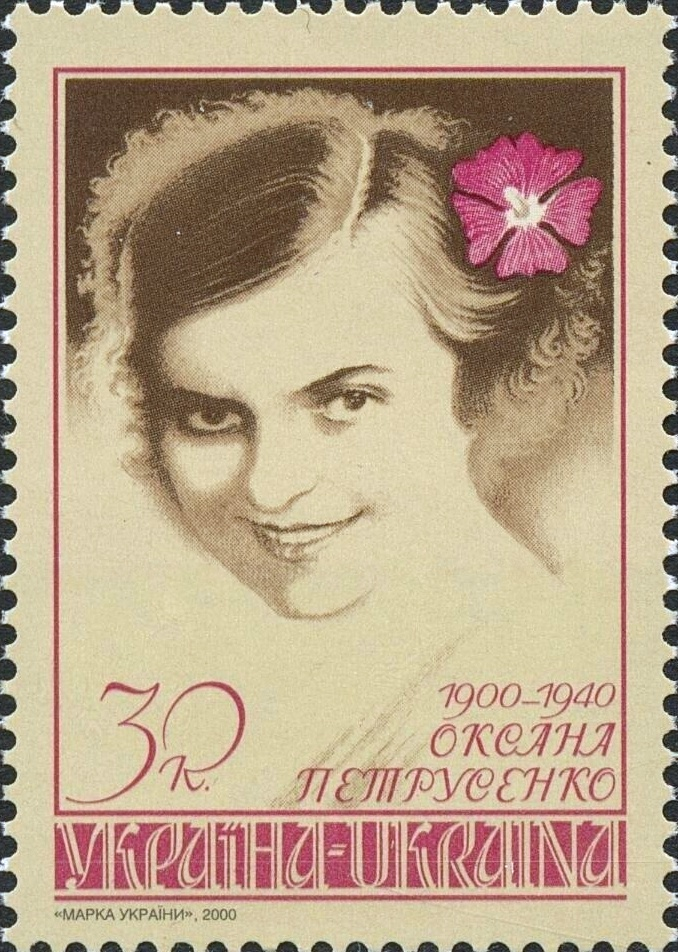
Oksana Andrijiwna Petrussenko auf einer ukrainischen Briefmarke

Oksana Andrijiwna Petrussenko, auch Oxana Andrejewna Petruschenko, ukrainisch Оксана Андріївна Петрусенко, eigentlich Ksenija Andrijiwna Borodawkina, ukrainisch Ксенія Андріївна Бородавкіна (5. Februarjul. / 17. Februar 1900greg. in Balaklija, Gouvernement Charkow, Russisches Kaiserreich – 15. Juli 1940 in Kiew, Ukrainische SSR) war eine ukrainische Opernsängerin (Sopran).

## Leben
Petrussenko bildete ab 1916 ihre Stimme aus. Ihre Karriere begann 1927 in Kasan. Danach war sie in Samara und Swerdlowsk (heute Jekaterinburg). 1934 ging sie ans Taras-Schewtschenko-Opernhaus in Kiew. 
Dort sang sie Partien wie „Jaroslawna“ in Borodins Fürst Igor, „Oxana“ in Tschaikowskis Pantöffelchen, die Titelfigur im ukrainischen Singspiel Natalja Poltawka, „Kupawa“ in Rimski-Korsakows Schneeflöckchen, „Semfira“ in Rachmaninows Aleko, „Natascha“ in Dargomyschskis Russalka, „Gilda“ in Verdis Rigoletto und „Violetta“ in La traviata. Sie starb 1940 in Kiew und wurde dort auf dem Baikowe-Friedhof bestattet.
Auch russische wie ukrainische Volks- und Kunstlieder gehörten zu ihrem Repertoire.

## Ehrungen
Petrussenko erhielt zahlreiche Ehrungen, darunter den 1939 verliehenen Titel einer Volkskünstlerin der Ukrainischen SSR sowie das Ehrenzeichen der Sowjetunion. 2010 gab die ukrainische Nationalbank anlässlich ihres 110. Geburtstages eine Fünf-Hrywnja-Gedenkmünze mit ihrem Konterfei heraus.